# Göran Johansson (ishockeyspelare)
Göran Johansson, född 1963, är en svensk före detta professionell ishockeyspelare (forward).
Han spelade bland annat 10 säsonger för Mölndals IF mellan åren 1984 och 1994.